# Otto Semper
Johann Otto Semper (* 13. September 1830 in Altona; † 9. März 1907 in Wiesbaden) war ein deutscher Kaufmann, Konchyliologe und Paläontologe.

## Leben und Wirken
Otto Semper war ein Sohn des Fabrikanten Johann Karl Semper (* 14. März 1796 in Hamburg; † 5. Februar 1881 in Altona) und dessen erster Ehefrau Elisabeth, geborene Heyne (* 6. April 1803 in Altona; † 2. Oktober 1834 ebenda). Aus dieser Ehe stammte der Bruder Karl Semper. Aus der zweiten Ehe des Vaters mit Louise, geborene Reincke (* 1. Februar 1811 in Altona; † 28. April 1877 ebenda) kamen der Stiefbruder Georg Semper, die Stiefschwester Johanna Marie (1845–1918), die 1878 den Philosophen Richard Louis Henri Avenarius heiratete sowie der Stiefbruder Carl August (1849–1915) hinzu.
Sempers Vater gehörte seit dem 1. Mai 1822 die Paap-Sempersche Wollgarnfabrik. Dieses Unternehmen bestand seit 1651 aus einer von Ewert Boehmer und Dierck Willemsen Paap geschaffenen Strumpffabrik und der von Johann Wilmsen Paap gegründeten Fabrik für Wollen-Garne. Otto Semper arbeitete zunächst im väterlichen Unternehmen. Nach der Novemberverfassung trat er in das sogenannte Schleswig-Holstein-Komitee ein. Hier wollte er den Widerstand der Einwohner Schleswigs gegen die Annexion durch Dänemark organisieren und für die Eigenständigkeit Schleswig-Holsteins unter dem Herzog von Augustenburg eintreten.
Am 17. Dezember 1859 heiratete Semper in Altona Mathilde Jürgens(s)en (* 19. Januar 1838; † 17. Februar 1920), mit der er drei Söhne hatte.
Nach dem Tod des Vaters 1881 leitete Semper gemeinsam mit seinem Bruder Georg das Unternehmen. 1890 erweiterten beide die Fabrik und wählten einen neuen Standort in Bahrenfeld. Otto Semper wollte das daraus resultierende finanzielle Risiko nicht mitverantworten und zog sich daher aus dem Unternehmen zurück.

## Wissenschaftliche Arbeiten
In seiner Freizeit studierte Semper umfangreich rezente und fossile Mollusken. Dabei legte er eine sehr große Sammlung von Paratypen an. Diese erarbeitete er mit dem Kustos des Museum Godeffroy und seinem Bruder Carl Gottfried. Außerdem nutzte er lange Reisen zur Sammlung von Exponaten. In seinem Testament vermachte er seine Sammlung dem Naturhistorischen Museum und dem Altonaer Museum. Die Mineralogische Abteilung des Naturhistorischen Museums nahm 28.000 Fossilien auf, die überwiegend aus dem Tertiär stammten. Die Zoologische Abteilung übernahm ungefähr 30.000 rezente Mollusken, unter denen sich alle typischen Objekte befanden. Während alliierter Luftangriffe auf Hamburg im Sommer 1943 gingen diese Exponate verloren. Nach Kriegsende übergab das Altonaer Museum die dort gelagerten rund 30.000 Nummern an das Zoologische Museum.
Basierend auf seiner Sammlung arbeitete Semper wissenschaftlich. Dabei beschäftigte er sich zumeist mit der norddeutschen Paläontologie und Stratigraphie. Er schuf damit teilweise maßgebliche Werke, die es ermöglichten, Ablagerungen des Tertiär in Norddeutschland korrekt zu gliedern. Außerdem beschäftigte er sich mit rezenten Mollusken der Region, beispielsweise Schließmundschnecken rund um Altona und Mollusken in der Ostsee.